# Células ganglionares de la retina
Las células ganglionares de la retina
(Retinal Ganglion Cells RGC, en inglés) son un tipo de neuronas de axón mielinizado localizadas en la superficie interna de la retina. Reciben información de las fotorreceptores mediante neuronas intermediarias bipolares, amacrinas y horizontales.
Comparten la característica de tener un largo axón que va hacia el cerebro, formando a su paso el nervio óptico. 

## Estructura
Las células ganglionares de la retina (RGC) varían en tamaño, conexiones y respuesta. 
En el humano cada retina tiene un número calculado de 1,6 millones de células ganglionares. Se trata de una población heterogénea, ya que se ha documentado que comprende hasta 46 tipos celulares diferentes en el ratón.

### Microaquitectura

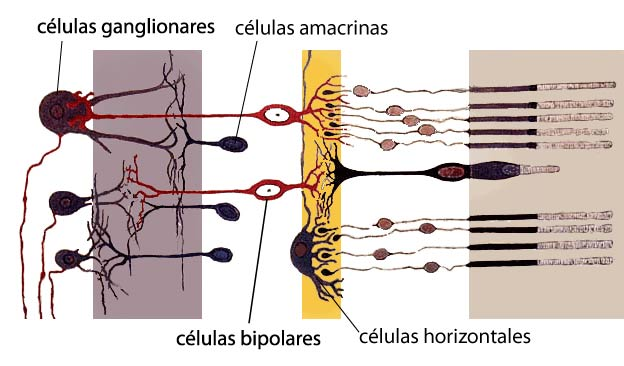
Células ganglionares de la retina (a la izquierda). La luz penetra por la izquierda y debe atravesar diferentes capas celulares para alcanzar las células fotorreceptoras (conos y bastones) a la derecha.

Mediante el microscopio óptico, estas neuronas se describen como de soma redondeado con promedio de 30 micrómetros (μm) de diámetro.

El núcleo se muestra redondo y pálido, con nucléolos prominentes.
Las células ganglionares de la retina (RGC) varían en tamaño, se clasifican como tipo W, X e Y.

Las RGC tipo W, representan 40% de todas las células ganglionares, son pequeñas, con 
un diámetro menor a 10 micrómetros (μm).

Las RGC tipo X son 55% del total. Tienen un diámetro intermedio, entre 10-15 μm.

Las RGC tipo Y, representan el 5% del total, son las más grandes, con un diámetro hasta de 35 μm.
Las RGC comparten la característica de tener un largo axón que va hacia el cerebro, formando a su paso el nervio óptico, el quiasma, y la vía óptica, llevando información hacia el tálamo, hipotálamo y mesencéfalo.

## Función
Las células ganglionares de la retina (RGC) son las únicas células de la retina que envían la información de la retina al cerebro y por ello son indispensables para la visión.
Las RGC reciben información de las células fotorreceptoras a través de neuronas intermediarias denominadas bipolares, amacrinas y horizontales.

Según las proyecciones y funciones, existen al menos cinco clases principales de células ganglionares de la retina:

Célula enana Midget cell (vía parvocelular o P; células P)

Célula parasol (magnocelular o vía M; células M)

Célula biestratificada (vía koniocelular o K)

Células ganglionares fotosensibles

Otras células ganglionares se proyectan hacia el colículo superior para los movimientos oculares (movimientos sacádicos). 
La neuroanatomía y la fisiología muestran que el tipo X (enana) de células ganglionares, que son las que se proyectan a las capas parvocelulares del núcleo geniculado lateral,  limitan la resolución espacial.
Las células ganglionares fotosensibles (ipRGC) responden a la luz y desempeñan funciones también en la visión que no forma imágenes. Las ipRGC comprenden una porción muy pequeña de las ganglionares en los mamíferos, en las ratas representa hasta el 2,5% de todas las RGC. 
Visión que no forma imágenes:
incluye funciones como los ritmos circadianos, las respuestas de las pupilas y la regulación del sueño. 
Visión que forma imágenes:
funciones en el procesamiento de información visual y en la dirección de los movimientos oculares en respuesta a pistas visuales.